# Дюна (фильм Ходоровски)
«Дюна» — кинопроект режиссёра Алехандро Ходоровски, отменённый в 1975 году после долгой подготовки к съёмкам. Должен был стать четырнадцатичасовой экранизацией одноимённого романа Фрэнка Герберта. В числе приглашённых актёров были Сальвадор Дали, Мик Джаггер, Орсон Уэллс, Шарлотта Рэмплинг. Использовались рисунки Ханса Руди Гигера, Жана Жиро и Криса Фосса. Ходоровски хотел снять масштабную психоделическую космооперу, объединив всю контркультуру своего времени. Проект остался нереализованным, но считается наиболее амбициозной попыткой экранизировать «Дюну» и «самым великим неснятым фильмом».

## Сюжет
В основу сценария фильма должен был лечь научно-фантастический роман Фрэнка Герберта «Дюна». Его действие происходит в галактике далёкого будущего под властью межзвёздной империи, в которой феодальные семейства владеют целыми планетами. Главный герой — молодой аристократ по имени Пол Атрейдес, чья семья получает в управление планету Арракис. В пустынях Арракиса добывают особое вещество — «пряность», необходимое для космических перелётов. После военного переворота Пол вынужден скрываться среди жителей пустынь фрименов и в итоге поднимает их на священную войну против империи.
Известно, что Алехандро Ходоровски собирался существенно переработать исходный сюжет, оставив от него только общую канву. Например, герцог Лето Атрейдес в фильме должен был оказаться кастратом; леди Джессика превратила его кровь в сперму и таким образом забеременела, причём Пол должен был зародиться «не из сексуального удовольствия, а из духовного». В финале Пол должен был умереть, но его сознание переселялось в других героев.

## В ролях
| Роль                     | Актёр              |
| ------------------------ | ------------------ |
| Пол Муад’Диб             | Бронтис Ходоровски |
| Леди Джессика            | Шарлотта Рэмплинг  |
| Фейд-Раута Харконнен     | Мик Джаггер        |
| Барон Владимир Харконнен | Орсон Уэллс        |
| Герцог Лето              | Дэвид Кэррадайн    |
| Дункан Айдахо            | Ален Делон         |
| Питер де Врис            | Удо Кир            |
| Ирулан Коррино           | Аманда Леар        |
| Император Шаддам IV      | Сальвадор Дали     |

## Работа над проектом
Вскоре после публикации романа Герберта (1965) им заинтересовался продюсер Артур Джейкобс, купивший права на экранизацию в 1971 году. Джейкобс хотел нанять в качестве режиссёра Дэвида Лина, но умер до начала работы над проектом (1973). 
В 1974 году молодой французский продюсер Мишель Сейду решил реализовать какой-нибудь проект с участием чилийского режиссёра Алехандро Ходоровски, к тому моменту прославившегося благодаря сюрреалистическим картинам «Крот» (1970) и «Священная гора». Получив предложение выбрать любой сюжет для экранизации, Ходоровский ответил: «Я хочу снимать „Дюну“»; по его словам, он сам не знал, с чем был связан этот выбор.
Сейду купил у наследников Джейкобса права на экранизацию «Дюны» и арендовал для Ходоровски замок во Франции, где тот смог бы прочесть книгу (до того Ходоровски «Дюну» не читал, и знал о ней только по отзыву друга) и написать сценарий. Режиссёр пришёл в восторг от романа — масштабной эпопеи с политическим, религиозным и экологическим подтекстами, которая могла трактоваться в том числе как повествование о происходившей в те годы на Западе психоделической революции. Он признал «Дюну» «великой литературой». У Ходоровски появился план создания грандиозного шедевра, «самого важного фильма в истории человечества». 
«Я хотел снять картину, которая дала бы тем, кто тогда принимал ЛСД, галлюцинации — но без самих галлюцинаций, — вспоминал режиссёр впоследствии. — Картину, которая изменила бы восприятие публики. Я хотел создать фильм-пророк, чтобы изменить сознание молодых людей по всему миру. Для меня „Дюна“ — пришествие Бога. Художественного, кинематографического Бога… Я хотел создать нечто священное, свободное, я хотел открыть сознание!».
По заказу Ходоровски художник Жан Жиро, работавший под псевдонимом «Мёбиус», подготовил раскадровку — примерно три тысячи рисунков. В качестве специалиста по спецэффектам режиссёру предложили Дугласа Трамбалла, работавшего над фильмом «2001: Космическая одиссея», но Ходоровски предпочёл нанять Дэна О’Бэннона. Рок-группа Pink Floyd должна была написать музыку для планеты Каладан, французская группа Magma — музыку для Арракиса. Художник Ханс Руди Гигер занялся созданием образов Харконненов, иллюстратор Крис Фосс рисовал звездолёты.
В качестве актёров Ходоровски решил пригласить ряд знаменитостей. Орсон Уэллс должен был сыграть Владимира Харконнена, 
Мик Джаггер — Фейд-Рауту, 
Удо Кир — Питера де Вриза. 
Глории Свенсон досталась роль Преподобной Матери Моахим, 
Дэвиду Каррадину — роль герцога Лето; 
Шарлотте Рэмплинг режиссёр предложил сыграть леди Джессику, но та отказалась. 
Падишаха-императора Шаддама IV должен был сыграть художник Сальвадор Дали, причём ему Ходоровски пообещал громадный гонорар — 100 тысяч долларов за минуту экранного времени. Чтобы сэкономить, режиссёр решил урезать до минимума присутствие императора в фильме.
Роль принцессы Ирулан Коррино досталась Аманде Лир, а главного героя, Пола Атрейдеса, должен был сыграть сын режиссёра, Бронтис Ходоровски. В течение двух лет подросток изучал боевые искусства, чтобы подготовиться к роли.
Фильм должен был получиться очень длинным (по разным оценкам, от 12 до 20 часов). Его бюджет, по предварительным данным, составил бы примерно 15 миллионов долларов. В поисках финансирования Ходоровски отправился в Голливуд, но там не нашёл понимания у руководителей крупных студий. Созданный им творческий коллектив вскоре распался, срок прав на экранизацию истёк, их купил Дино Де Лаурентис.

## Наследие
Права на экранизацию «Дюны» перешли к Дино Де Лаурентису. Тот предложил снять фильм Ридли Скотту, но получил отказ (Скотт предпочёл другой научно-фантастический проект, картину «Бегущий по лезвию»). Позже режиссёром проекта стал Дэвид Линч; его «Дюна», вышедшая в 1984 году, считается творческой неудачей.
Сохранилась книга с раскадровками картины, подготовленными Жаном Жиро. Влияние этих рисунков ощущается в фильмах «Терминатор», «Флэш Гордон», «Контакт», «Прометей», во франшизе об Индиане Джонсе. Ходоровски совместно с Жиро выпустил два комикса, «Инкал» и «Мета-бароны», в которых использовал накопленный материал. 
Неснятая «Дюна» заметно повлияла на «Звёздные войны»; существует мнение, что, опередив эту франшизу по времени, фильм Ходоровски изменил бы развитие научно-фантастического жанра в кинематографе.
«Дюна» Ходоровски считается «самой влиятельной из неснятых картин» и наиболее амбициозной попыткой экранизировать роман Герберта.